# 1027 Aesculapia
1027 Aesculapia är en asteroid i huvudbältet som upptäcktes den 11 november 1923 av den belgisk-amerikanske astronomen George Van Biesbroeck. Dess preliminära beteckning var A923 YO11. Asteroiden namngavs efter Asklepios, läkedomens gud i den grekiska mytologin.
Den tillhör asteroidgruppen Themis.
Aesculapias senaste periheliepassage skedde den 31 oktober 2020. Dess rotationstid har beräknats till 6,83 timmar. 